# Akeleibecher

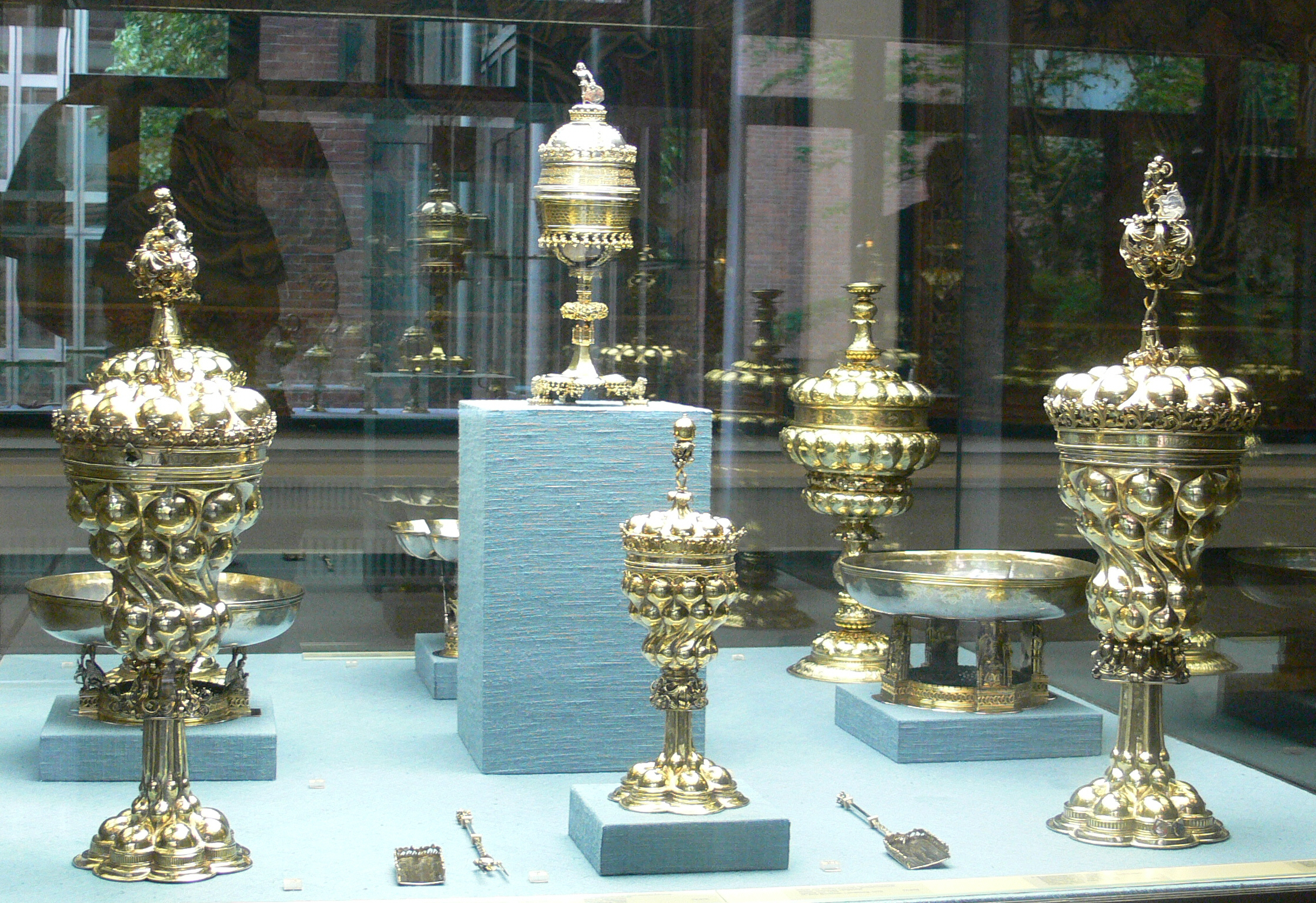
Im Vordergrund drei Akeleibecher des Lüneburger Ratssilbers
(Berliner Kunstgewerbemuseum)

Als Akeleibecher oder Akeleipokal wird ein Pokal bezeichnet, der in einigen Zügen seiner Ausführung an die Form einer Akeleiblüte angelehnt ist.
Die aus dem spätgotischen Buckelpokal entwickelte Sonderform des Akeleipokals kennzeichnet neben der Form von Fuß und Schaft des Gefäßes insbesondere die getriebene Kelchwand der Trinkschale, mit zwei Reihen meist tropfenförmiger Buckelungen, ähnlich den Kelchblättern und Kronblättern einer Akeleiblüte. Diese Pokalform ist streng mit der Nürnberger Goldschmiedekunst verknüpft, da hier die Fertigung eines Akeleibechers, auch Agleybecher oder Ackleybecher, bei der Meisterprüfung obligat war. Meist schließt den Pokal ein passender Deckel.

## Geschichte

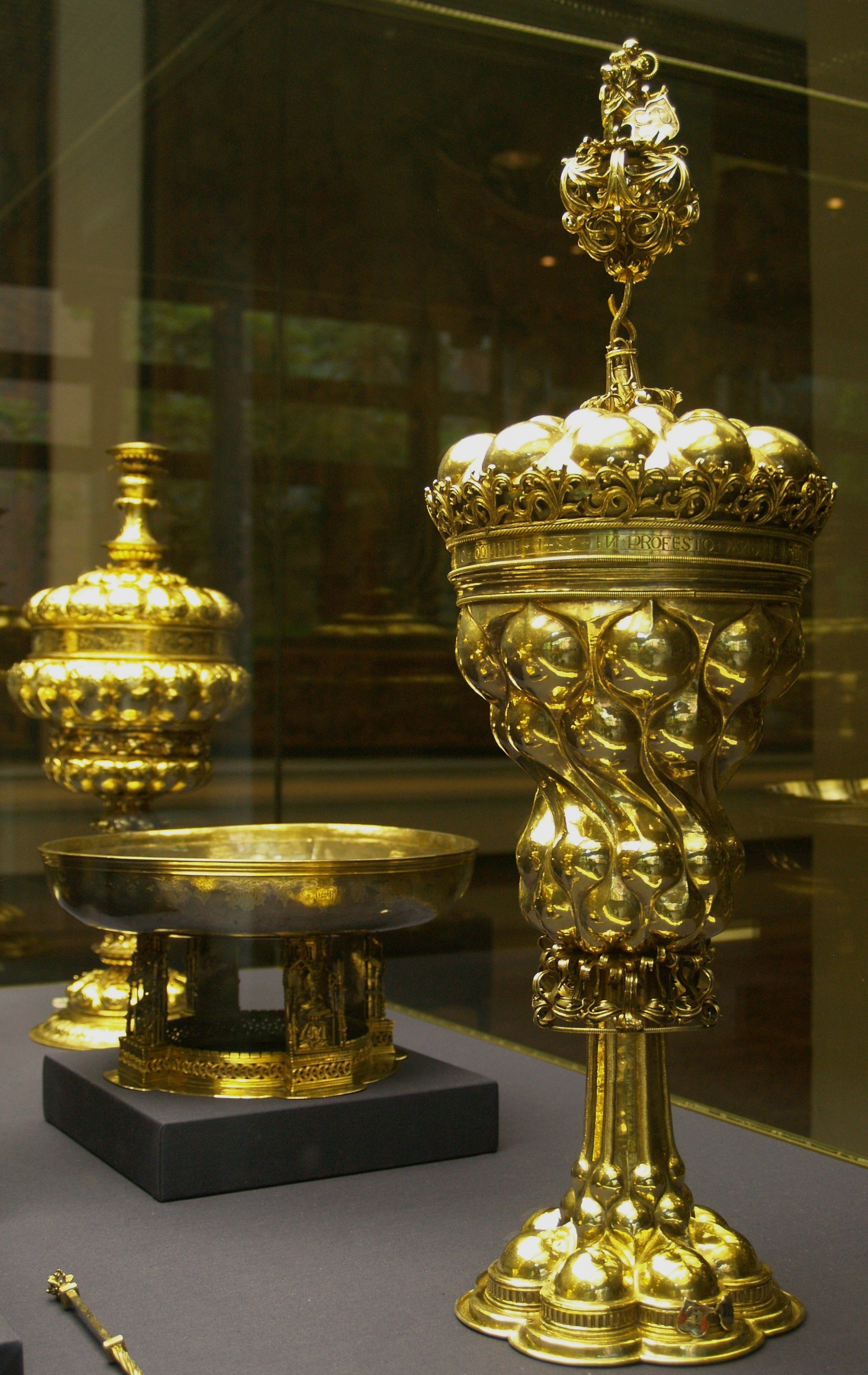
Akeleipokal mit Deckel – und Figur des Hl. Christophorus auf dem Deckelknauf – von Meister Kord Olbrecht, 1528 (KGM Berlin)

Zu den hervorragenden Kunstschmiedearbeiten des ausgehenden Mittelalters wie der beginnenden Neuzeit zählen die Akeleibecher, sie gelten als Beispiele der hochentwickelten Goldschmiedekunst der Renaissance in Mitteleuropa. Besonders kunstvoll ausgeführte Exemplare entstanden ab Mitte des 16. Jahrhunderts im süddeutschen Raum, insbesondere in Nürnberg, wo von der Zunft der Goldschmiede als Meisterstück neben Fingerring und Siegel ein „Agleybecher“ verlangt wurde, an dem die handwerkliche Meisterschaft zu zeigen war.
Die Akeleibecher waren somit nicht vorrangig dem Trinkzweck gewidmete Gefäße, sondern prunkvolle Pokale, die in verschiedenen Varianten einerseits technische Fertigkeiten und gestalterisches Vermögen demonstrierten, wie andererseits der Darstellung sozialer Rollen dienen und einen Status anzeigen konnten. Erst vor dem Hintergrund der zeremoniellen Funktion eines sakralen Kelches kann ihre Formgeschichte verständlich werden. Das rituelle Gefäß wird aus dem liturgischen Zusammenhang gelöst, profaniert und wandert vom Altar auf den Tisch. Zunächst als prächtiger Gegenstand in fürstlichen Kunstsammlungen präsentiert, werden Akleibecher später als Prunkstück im bürgerlichen Tafelsilber geschätzt. Sie gehörten so auch in den Rathäusern mehrerer deutschen und einiger deutschschweizerischen Städte zum Ratssilberschatz.
In der Neorenaissance wurde die Form des Akeleibechers wieder aufgenommen.